# Rebirth (Film)
Rebirth ist ein Thriller, der seit dem 15. Juli 2016 exklusiv von Netflix vertrieben wird. Er hatte seine Premiere auf dem Tribeca Film Festival am 17. April 2016. Rebirth wurde im Rahmen einer Initiative von Netflix produziert, die die Umsetzung von Indie-Filmprojekten fördern soll.

## Handlung
Der Familienvater Kyle wird von seinem früheren Freund Zack zu einem Selbstverwirklichungsprogramm namens Rebirth mitgenommen, bei dem die eigenen Träume realisiert werden sollen. Es handelt sich jedoch in Wirklichkeit um eine Sekte. Im Film werden Treffen der Mitglieder von Rebirth, die Extremsituationen durchleben, dargestellt.

## Rezeption
Variety schreibt, dass der Film zwischen Fight Club und The Game angesiedelt sei, aber aus der vielversprechenden Ausgangssituation zu wenig mache.